# 黄炳文
黄炳文，澳洲籍華人，祖籍汕头，香港上市公司eprint集团主要股東、汕头东风印刷股份有限公司主要股東、汕头市荣誉市民、汕头市劳动模范称号。

## 排名
2015年澳洲华人富豪榜第28位，资产15.1亿澳元、2016福布斯华人富豪榜第342位，资产10亿美元、2013年胡润百富榜第492位，资产40亿人民幣，在事業成功之後，黄炳文也投身公益事業。

## 其他
2015年2月，黃氏违反《中華人民共和國证券法》第七十六条之相关规定，根据《中华人民共和国证券法》的有关规定，中証監决定对黃氏进行立案调查。

## 事業
黃氏家族的香港東風投資集團丶香港鑫盛资源开发有限公司產業投資範圍包括風險投資、房地產投資、醫療丶金融、印刷、科技、實業投資、電子煙、能源丶矿业 
一步步形成印刷產業連投資為核心業務,向其他產業伸展的投資集團旗下包括汕头得宝投资有限公司丶镇康县鸿骏矿业开发有限公司丶汕头市福瑞投资有限公司丶汕头市鑫瑞奇诺包装材料有限公司、汕头东峰消费品产业有限公司丶汕头市万福物资有限公司(南宁润豪置业有限公司丶广东明德私家名医健康管理有限公司丶汕头市润泰房地产开发有限公司丶汕頭市怡軒房地產開發有限公司之控股股東)